# …And a Happy New Year
…And A Happy New Year är en jul-EP av bandet The Maine som släpptes den 9 december 2008 av Fearless Records.

## Låtlista
1. "Ho Ho Hopefully"
2. "Santa Stole My Girlfriend"
3. "Mr. Winter"
4. "Last Christmas" (Wham!-cover)

Källa: